# Розанов, Борис Георгиевич
Борис Георгиевич Розанов (1929 - 1993) — советский учёный и дипломат; д.б.н., профессор, зав. кафедрой (1980—1993) общего почвоведения факультета почвоведения МГУ им. М. В. Ломоносова. Один из основоположников работы ООН по борьбе с опустыниванием (1976 — 1980), впоследствии — советник по особым поручениям (D1) исполнительного директора ЮНЕП, М. Толбы по опустыниванию (1990 — 1992).

## Жизненные вехи

### Студенческие годы и аспирантура в МГУ
Борис Розанов отлично учился в школе, много читал и мечтал стать писателем. Однако, поступление в литературный институт требовало уже изданной книги или сборника стихов, которых у него пока не было. По совету мамы, Лидии Епифановны Новоросовой, работавшей химиком в МГУ и дружной с почвоведом Н.Н. Розовым, Борис поступил на геолого-почвенный факультет МГУ в 1947 г. Здесь сформировалась группа молодых студентов почвоведов, откуда вышли будущие преподаватели факультета почвоведения — Орлов, Дмитрий Сергеевич; Воробьёва, Людмила Андреевна; Николаева, Светлана Александровна и будущая жена Бориса - Розанова, Ирина Мстиславовна. Все они закончили (к тому времени уже биолого-почвенный факультет) МГУ в 1952 г. и  продолжали в той или иной мере вместе работать всю свою творческую жизнь.
По окончании университета Борис Георгиевич поступил в аспирантуру, где работал под руководством Н.П. Ремезова — в то время заведовавшего кафедрой почвоведения. Экспедиционные работы в Беловежской пуще определили его дальнейший интерес к экологии и охране почв — темам, которые он не оставлял в течение всей своей научной деятельности. В 1955 году он защитил кандидатскую диссертацию по теме "Лесорастительные свойства почв дубрав и елово-широколиственных лесов Белоруссии".

### "из Рангуна в Мандалай"
Визит Н.С. Хрущёва и Н.А. Булганина в Бирму в Декабре 1955 года закрепил подписанное в июле того же года соглашению с правительством У Ну (Бирма) об оказании технической помощи, поставке машин и оборудования из СССР частично в обмен на 150-200 тыс тонн излишек производимого в Бирме риса, древесину и минеральное сырьё. 
С 1956 по 1959 г. Розанов с женой Ириной стали частью большой группы советских специалистов собранной МинСельХозом СССР для оказания помощи в индустриализации сельского хозяйства Бирмы. Вдвоем они занимались полевыми исследованиями, а Ирина Мстиславовна организовала и работу аналитической лаборатории, где проводился химический анализ образцов почвы. Розанов так же был вовлечён в создание Бюро по землепользованию при министерстве сельского и рыбного хозяйства Бирмы. 
За годы работы в Бирме они собрали столько материала,  что статьи на его основе писали ещё 10 лет. Сам же Розанов привез из Бирмы материал для двух крупных работ (1) Почвы Бирмы и (2) Рис и рисосеяние, намереваясь представить одну из них в качестве докторской диссертации. В итоге лишь одна из них увидела свет, и диссертацию "Почвенно-растительные ресурсы Бирмы" он защитил в 1964 году получив степень доктора биологических наук. Тем не менее, наработки по почвам рисовых полей Бирмы пригодились ему в будущих работах по отведению земель для рисосеяния в СССР.
По результатам работы в Бирме были опубликованы следующие статьи:
- Розанов, Б. Г. и Розанова И.М., 1961. Почвы влажной муссонной тропической зоны Бирмы.Почвоведение No 12. с. 75-84.
- Розанов, Б.Г. и Розанова, И.М., 1964. Биологический круговорот элементов питания бамбука в тропических лесах Бирмы. Ботанический журнал, 49, с.348.
- Розанов, Б.Г., 1965. Почвенная карта и земельный фонд Бирмы.Научн. докл. высшей школы», биологические науки.  No. 3, с. 182-188.
- Розанов, Б.Г. и Розанова, И.М., 1965. К вопросу о генезисе «деградированных» почв рисовых полей тропиков. в: География и классификация почв Азии». М., Наука, с.237-242.
- Обухова В.А., Розанов Б.Г. и Розанова И.М. 1970 Динамика почвообразования в луговых глеевых почвах рисовых полей Бирмы. Вестник Московского университета. Серия VI. Биология, почвоведение. № 6. с. 66-71.

### Морфология, классификация и география почв
Защитив докторскую диссертацию, Борис Георгиевич влился в работу по классификации и картографии почв мира, которой руководил В.А. Ковда, вернувшийся в МГУ после длительной (1958-1965) работы в ЮНЕСКО, где он положил задел созданию Карты Почв Мира ФАО-ЮНЕСКО масштаба 1:5 000 000. Учитывая, что в этой области интересы ЮНЕСКО пересеклись с мандатом ФАО, была достигнута договорённость между ЮНЕСКО и ФАО о сотрудничестве. В рамках этого сотрудничества в 1960 году в ФАО был организован специальный отдел Почвенных Ресурсов Мира начальником которого стал португальский дворянин, агроном Дон Луис Брамо (Don Luis Bramão) с которым у В.А. Ковды сложились дружеские рабочие отношения. Сотрудничество ФАО и ЮНЕСКО было необходимо для включения в работу над Картой Почв Мира советских учёных и их материалов, поскольку СССР не был членом ФАО и не сотрудничал с этой организацией напрямую.
В 1967—1968 гг. Б. Г. Розанов по рекомендации В.А. Ковды был командирован советником ЮНЕСКО по вопросам почвоведения в Египт (в то время всё ещё носившим название ОАР). Его задачей была координация вклада Египта в составление Карты Почв Мира, гармонизация классификации почв Египта с легендой карты ФАО-ЮНЕСКО, чтение курса почвоведения в университете Александрии. Здесь он познакомился со многими египетскими учёными, в том числе с ботаником и физиологом Мохамедом Кассасом из Каирского университета. Это знакомство в дальнейшем вылилось в совместные работы по проблемам опустынивания. По результатам этой поездки была опубликована статья:
- El-Gabaly, M.M., Gewiafel, I.M., Hassan, M.V. and Rozanov, B.G., 1969. Soils and soil regions of UAR. Institute of Land Reclamation Research Bulletin, 21, p.1-28.

### Найроби: опустынивание и эко-дипломатия
В 1976 г., вооруженный дипломатическим паспортом, Б.Г. Розанов был направлен ГКНТ и МИД СССР на работу в ЮНЕП для участия в разработки всемирного плана по борьбе с опустыниванием, проведения переговоров о вкладе стран-членов ООН в эту программу, а так же для подготовки и проведения конференции ООН по опустыниванию (UNCOD) намеченной на 1977 г.

## Научная и преподавательская деятельность
В область его научных интересов входили: генезис, эволюция и деградация, морфология, география и картография, классификация, почв, почвообразование в тропических, субтропических, горных, аридных и семи-аридных областях.
Памятные чтения, посвящённые проблемам почвоведения в области научных интересов Б.Г. Розанова проводятся на факультете почвоведения МГУ по случаю юбилейных дат его жизни.
Б.Г. Розанов на протяжении многих лет читал полный курс "Почвоведение" студентам второго курса факультета почвоведения, вел спец.курсы "Морфология и классификация почв"; "Почвы Мира"; "Основы охраны почв и окружающей среды" для студентов старших курсов кафедры общего почвоведения. Проводил и организовывал полевые учебные и производственные практики студентов-почвоведов. Вместе с В.А. Ковдой и коллективом кафедры подготовил учебник "Почвоведение" (1988) в двух томах для студентов-почвоведов на смену учебнику под редакцией И.С. Кауричева, которым студенты МГУ пользовались прежде.

## Публикации
Опубликовал более 360 работ, в том числе 19 монографий и учебников.
Монографии
- Номенклатура почв (1974)
- Генетическая морфология почв (1975)
- Почвенный покров Земного шара (1977)
- Морфология почв (1980)
- Основы учения об окружающей среде (1984)

## Награды
Заслуженный деятель науки РСФСР
1983 — премия Минвуза СССР за цикл работ «Оценка изменений почвенно-мелиоративных условий степной зоны под влиянием орошения»
1987 — Государственная премии СССР в области науки и техники за цикл работ (1965—1985) по теме «Почвы мира: картография, генезис, ресурсы, освоение»
в составе группы: Ковда, Виктор Абрамович (руководитель группы); Лобова, Елена Всеволодовна; Добровольский, Глеб Всеволодович; Розанов, Борис Георгиевич;  Глазовская, Мария Альфредовна; Самойлова, Елена Максимовна; Васильевская, Вера Дмитриевна; Строганова, Марина Николаевна; Хабаров, Александр Владимирович; Розов, Николай Николаевич.
1989 — премия общества «Знание» за книгу «Живой покров земли» 
1993 — Золотая медаль имени В. В. Докучаева — за цикл работ в области антропогенной эволюции, охраны и систематики почв мира